# Włodzimierz Jabłoński
Włodzimierz Jabłoński (ur. 1870, zm. 1942) – polski prawnik, urzędnik ministerialny w II RP.
Po odzyskaniu przez Polskę niepodległości został urzędnikiem Ministerstwa Sprawiedliwości. Pełnił funkcję radcy ministerialnego, a w listopadzie 1918 został mianowany naczelnikiem wydziału. Pełnił funkcję konsulenta prawnego w ministerstwie. W 1924 roku został mianowany przez Prezydenta Rzeczypospolitej Polskiej pełnomocnikiem celem wspierania interesów wymiaru sprawiedliwości i wzajemnego obrotu prawnego obywateli między Polską a Republiką Austrii. Pełnił funkcję naczelnika wydziału prawa międzynarodowego. Wiceprezes Sądu Apelacyjnego w Krakowie, członek Izby Notarialnej Sądu Okręgowego w Krakowie w 1938 roku.
Pochowany na cmentarzu Powązkowskim w Warszawie (kwatera 209-3-19).

## Ordery i odznaczenia
- Krzyż Komandorski Orderu Odrodzenia Polski (31 grudnia 1923)[7]
- Złoty Krzyż Zasługi (9 listopada 1931)[4]